# Emerald Isle (Kanada)
Emerald Isle („Smaragd-Eiland“) ist eine Insel der Königin-Elisabeth-Inseln. Sie liegt in den Nordwest-Territorien Kanadas.

## Lage
Die Insel liegt nördlich der Melville-Insel, südlich der Mackenzie-King-Insel und östlich der Prinz-Patrick-Insel.
Sie ist 549 km² groß, 35 km lang und etwa 17 km breit und bis zu 150 m hoch.
Die Insel wurde 1853 von Francis Leopold McClintock entdeckt, der ihr wegen der Nähe zur Prinz-Patrick-Insel ihren Namen gab, der auch für Irland, die „grüne Insel“, verwendet wird.